# 喬丹–維格納變換
Jordan–Wigner 变换可用于将自旋算符映射到费米子的产生和湮灭算符。一维晶格模型由 Pascual Jordan 与 Eugene Wigner 提出，当前亦得到二维模型的类似变换。 通过把自旋算符变换为费米子的产生湮灭算符，继而在费米子基矢中作对角化，Jordan–Wigner 变换经常用于精确求解 1D 自旋链，例如伊辛模型和 XY 模型。
此变换证明一维空间至少在有些情况下， 自旋-1/2 粒子与费米子不可区别。

## 自旋与费米子类比
接下来证明如何从一维自旋-1/2粒子构成的自旋链映射到费米子.
将自旋-1/2泡利算符作用到1D链的上的第j个晶座，{\displaystyle \sigma _{j}^{+},\sigma _{j}^{-},\sigma _{j}^{z}}. 选取 反对易算符 {\displaystyle \sigma _{j}^{+}} and {\displaystyle \sigma _{j}^{-}}, 可以发现 {\displaystyle \{\sigma _{j}^{+},\sigma _{j}^{-}\}=1}, 这些可从费米子的产生湮灭算符中得到。我们可以尝试， 
{\displaystyle \sigma _{j}^{+}=(\sigma _{j}^{x}+i\sigma _{j}^{y})/2=f_{j}^{\dagger }}
{\displaystyle \sigma _{j}^{-}=(\sigma _{j}^{x}-i\sigma _{j}^{y})/2=f_{j}}
{\displaystyle \sigma _{j}^{z}=2f_{j}^{\dagger }f_{j}-1.}
这样，可以得到同晶格上费米子关系 {\displaystyle \{f_{j}^{\dagger },f_{j}\}=1}, 但对不同的晶格，有关系 {\displaystyle [f_{j}^{\dagger },f_{k}]=0}, 其中 {\displaystyle j\neq k}, 如此不同晶格上的自旋的对易关系不同于反对易的费米子。人们必须弥补这个问题。

## Jordan–Wigner 变换
能够恢复从自旋算符到真正费米子对易关系的变换于1928由 Jordan 和 Wigner 提出。此为 Klein 变换的特殊情况。考虑费米子链，定义一组新算符
{\displaystyle a_{j}^{\dagger }=e^{+i\pi \sum _{k=1}^{j-1}f_{k}^{\dagger }f_{k}}f_{j}^{\dagger }}
{\displaystyle a_{j}=e^{-i\pi \sum _{k=1}^{j-1}f_{k}^{\dagger }f_{k}}f_{j}}
{\displaystyle a_{j}^{\dagger }a_{j}-{\frac {1}{2}}=f_{j}^{\dagger }f_{j}-{\frac {1}{2}}.}
与之前的定义相差一个相 {\displaystyle e^{\pm i\pi \sum _{k=1}^{j-1}f_{k}^{\dagger }f_{k}}}。此相与场模 {\displaystyle k=1,\ldots ,j-1} 下占据的费米子数有关。如果占有模数为偶，此相等于 {\displaystyle +1}； 占有模数为奇，相为 {\displaystyle -1}。表示为
{\displaystyle e^{\pm i\pi \sum _{k=1}^{j-1}f_{k}^{\dagger }f_{k}}=\prod _{k=1}^{j-1}e^{\pm i\pi f_{k}^{\dagger }f_{k}}=\prod _{k=1}^{j-1}(1-2f_{k}^{\dagger }f_{k}).}
最后一个等式使用了 {\displaystyle f_{k}^{\dagger }f_{k}=0,1.}
这样，变换后的自旋算符具有正确的费米子对易关系
{\displaystyle \{a_{i}^{\dagger },a_{j}\}=\delta _{i,j},\{a_{i}^{\dagger },a_{j}^{\dagger }\}=0,\{a_{i},a_{j}\}=0.}
逆变换为
{\displaystyle a_{j}^{\dagger }=e^{+i\pi \sum _{k=1}^{j-1}a_{k}^{\dagger }a_{k}}\sigma _{j}^{+}}
{\displaystyle a_{j}=e^{-i\pi \sum _{k=1}^{j-1}a_{k}^{\dagger }a_{k}}\sigma _{j}^{-}}
{\displaystyle a_{j}^{\dagger }a_{j}=\sigma _{j}^{z}+{\frac {1}{2}}.}